# リチャード・ビーチャム (初代ウスター伯)
初代ウスター伯爵リチャード・ビーチャム（英語: Richard Beauchamp, 1st Earl of Worcester、1397年頃 – 1422年3月18日）は、イングランド王国の貴族、軍人。百年戦争におけるモー包囲戦で戦死した。

## 生涯
初代バーガヴェニー男爵ウィリアム・ビーチャムとジョーン・フィッツアラン（1375年 – 1435年11月14日、第11代アランデル伯爵リチャード・フィッツアランの娘）の息子として、1397年頃またはそれ以前に生まれた。
1411年5月8日に父が死去すると、バーガヴェニー男爵位を継承した。同年7月27日、グロスタシャーのテュークスベリーでイザベル・ル・ディスペンサー（1400年7月26日 – 1439年12月27日、初代グロスター伯トマス・ル・ディスペンサーの娘）と結婚、1女をもうけた。
- エリザベス（1415年 – 1448年） - 第3代バーガヴェニー女男爵。1424年10月18日までに第3代バーガヴェニー男爵エドワード・ネヴィルと結婚、子供あり

1413年4月8日にバス勲章を授与され、1415年にWarden of the Welsh Marchesの1人に任命された。
1417年11月16日と1419年10月16日の（議会召集令状を受けた）男爵リストには含まれなかったが、1421年2月にイングランド貴族であるウスター伯爵に叙された。
百年戦争中の1422年3月18日、モー包囲戦で致命傷を受けて死亡、同年4月25日にテュークスベリー修道院に埋葬された。広大な領地とバーガヴェニー男爵位は娘エリザベスが継承したが、ウスター伯爵位は国王所有に復帰した（廃絶した）。妻イザベルは翌1423年11月26日に（ウスター伯爵の伯父の息子にあたる）第13代ウォリック伯爵リチャード・ド・ビーチャムと再婚した。